# Manuel Prado
Manuel Prado (* 1863; † 1932 in Rosario, Argentinien) war ein argentinischer Offizier und Chronist der Unterwerfung der Mapuche durch die argentinische Armee.

## Leben
Manuel Prado trat im Alter von 11 Jahren in eine Kadettenanstalt der argentinischen Armee ein. Später wurde er Augenzeuge der Kämpfe der Wüstenkampagne unter dem Befehl von General Julio Argentino Roca. Dazu gehörte der Bau der „Zanja de Alsina“ (Alsina-Graben), einer nach Adolfo Alsina benannten Anlage zur Abwehr von Überfällen durch die Indígenas. Weiter nahm er, nun unter dem Befehl von Conrado Villegas, an den Angriffen gegen die Siedlungen der Mapuche teil und an der Gefangennahme des Kaziken Pincén in Malal.
Seine Erlebnisse schlugen sich in seinem Buch La guerra al Malón (Der Krieg gegen die Überfälle der Indianer) aus dem Jahre 1907 nieder. Er beschreibt die Besetzung der indianischen Gebiete vom Trenqué Lauquén, einem See im Westen der Provinz Buenos Aires, bis zum Rio Negro, weiter nach Choele Choel, bis schließlich Neuquén erreicht wurde. Ab 1885 war Prado in Namuncurá stationiert.
1899 wurde er in den Ruhestand versetzt, danach lebte er in Burzaco. Er war unter anderem Mitarbeiter bei den Zeitungen La Nación, El Diario und La Tribuna. Er starb 1932 in Rosario.

## Werk
- La guerra al Malón, 1907 und weitere Auflagen
- Conquista de la pampa: cuadros de la guerra de frontera 1876–1883, A. Moen, Buenos Aires 1892  und weitere Auflagen